# Флоренц (станція метро)
50°05′28″ пн. ш. 14°26′20″ сх. д. / 50.09111° пн. ш. 14.43889° сх. д.
Флоренц (чеськ. Florenc) — станція празького метрополітену. До лютого 1990 року називалася «Соколовська». Поряд із станцією розташований однойменний автовокзал.

## Лінія C
Станція розташована на лінії C. Відкрита 9 травня 1974 року у складі першої черги празького метро. 

### Характеристика
На будівництво станції в 1969—1974 роках пішло 210 мільйоні крон. Станція була кінцевою до 1984 року, коли була відкрита ділянка до станції «Надражі Голешовіце».
Конструкція станції — однопрогінна (глибина закладення — 9 м) з однією острівною платформою.

## Лінія B
Розташована між станціями «Андел» та «Народні тршіда».
Станція була відкрита 2 листопада 1985 року у складі пускової дільниці лінії B.

### Характеристика станції
Станція — колонна трисклепінна глибокого закладення (глибина закладення — 39 м), з підвищеним середнім тунелем та однією острівною платформою Глибина закладення платформи — 39 метрів, проходить під станцією лінії C. До 22 листопада 1990 року станція була кінцевою. Було побудовано в 1977-1985 роках. На станцію було витрачено 560 мільйонів чеських крон.
На станції два виходи: один веде на поверхню, інший — на станцію лінії C.

## Повінь 2002 року
У серпні 2002 року станція була залита водою. В цей час на станції лінії "В" знаходилося два потяги, які було вирішено відправити на кінцеву станцію - Депо Злічин, або на станції, що знаходилися вище (під Височанами). Пізніше склади були модернізовані на заводі Шкоди в Пльзені. Зал станції лінії "С" був також затоплений. У 2003 році Флоренц стала останньою станцією, відкритої після усунення наслідків повені.